# Aldo Leetoja
Aldo Leetoja, né le 11 février 1988 à Rakvere, est un coureur estonien du combiné nordique. 

## Biographie
Licencié au Skiclub Telemark, il fait ses débuts en Coupe du monde en février 2009 et prend part aux Championnats du monde de Liberec quelques semaines plus tard, où il est notamment 22e sur la compétition individuelle avec petit tremplin, où il est le meilleur estonien. En fin de saison, il est deuxième d'une course de la Coupe continentale à Rovaniemi. Il obtient comme meilleur résultat dans l'élite en Coupe du monde une 33e place à Ruka en novembre 2009.
En 2011, il prend part aux Championnats du monde à Oslo, pour sa dernière compétition majeure.
Il est parti étudier et s'entraîner à Rovaniemi, en Finlande, où il est encadré par Petter Kukkonen et Jukka Ylipulli, ce qui l'aide à gagner en force.

## Palmarès

### Championnats du monde
| Épreuve / Édition | Épreuve / Édition | Liberec 2009                     | Oslo 2011                        |
| Gundersen         | PT                | 22e                              | 51e                              |
| Gundersen         | GT                | 49e                              |                                  |
| Départ en masse   | Départ en masse   | 35e                              | Épreuve inexistante à cette date |
| Par équipes       | PT                | Épreuve inexistante à cette date | 12e                              |
| Par équipes       | GT                | 9e                               |                                  |

### Coupe continentale
- 1 podium.